# 黃甄
黃甄（1428年—？），字器之，山東青州府壽光縣人，民籍，明朝政治人物。進士出身。

## 生平
山東鄉試第二十六名。景泰五年（1454年）甲戌科會試第二十九名，殿試登進士第三甲第一百六十一名。

## 家族
曾祖黃世榮。祖父黃秉文。父亲黃剛。